# المناطق الصحرواية في موريتانيا
تشتهر موريتانيا بمناطقها الصحراوية الشاسعة التي تغطي أكثر من ثلثي البلاد.تغطي الصحراء الكبرى الجزء الشمالي من البلاد ، بينما تغطي منطقة الساحل ، التي تتميز بالمراعي المتفرقة وأشجار الأكاسيا ، الجزء الجنوبي. المناطق الصحراوية في موريتانيا موطن لكثير من القبائل البدوية التي ترعى الجمال والماعز والأغنام. تقع بعض المناطق السياحية الشهيرة في موريتانيا ، مثل مدينة ودان وقرية أطار و واحة ترجيت ، في المناطق الصحراوية. تعتبر "عين بن عمران" أو "تكوباوين" والمعروفة أيضًا باسم "عين الصحراء" من أشهر المعالم الجيولوجية في موريتانيا. هناك ثلاث مناطق صحراوية في موريتانيا و هي الصحراء الكبرى ثم صحراء الجوف و هضبة أردار. يتحدث عرب الصحراء الكبرى باللهجة العربية الحسانية و غالبيتهم أبناء القبائل الحسانية. كانت للصحاري في موريتانيا أهمية سياسية كبيرة. في العصر الحديث كانت الصحراء الموريتانية احد مراكز حرب الصحراء الغربية بين العامين 1976 و 1978. ولد يوسف بن تاشفين مؤسس دولة المرابطين و منقذ الأندلس و موحد غرب القارة الأفريقية و غرب العالم الإسلامي في حوالي سنة 400 للهجرة (1009م). وُلد في منطقة صحراوية، ومن الممكن أن تكون هذه المنطقة في موريتانيا اليوم. ولا يزال هناك عدد من الأسر في موريتانيا تحمل اسم تاشفين.

## النباتات
توصف صحراء موريتانيا بشكل أساسي بالنباتات المتناثرة ، من نباتات الأكاسيا او الطلح ، وشجيرات الفربيون ، وخصلات كبيرة من الثمام المنتفخ ام ركبة ، و حقول الأنيتي باللهجة الموريتانية و إسمها العلمي هو Cenchrus biflorus. و توجد في المناطق الصحراوية الموريتانية انواع مختلفة من النباتات مثل الاستدياما و الهانزا و الأرطة العربية و عشب الطيور و القرع البري Cucumis prophetarum و السمار الحلو و سعد التلال Cyperus amabilis و الثندي و سعد السواحل Cyperus cuspidatus و شجيرات الزبيب و الرمث المكنسي و الحم الحقلي و بسيل الماء و البرسيم و قزم الأنقليس و الحربث و غيرها من أنواع النباتات التي تعيش في المناطق الجافة و في الصحراء الكبرى و في شمال و غرب أفريقيا او مميزة بموريتانيا.

## المملكة الحيوانية
تتنوع الحيوانات في المناطق الصحرواية في موريتانيا ، حيث تضم أكثر من 200 نوعًا من الثدييات. تشمل بعض الحيوانات البرية المعروفة المستوطنة في إفريقيا والتي تعيش في موريتانيا من الغزلان والضباع و قطط الرمل والخنازير الوحشية الأفريقية. توجد أيضًا مئات الأنواع من الطيور في موريتانيا و تطول قائمتها حيث تصل إلى اكثر من 560 نوعا من الطيور و بالإضافة إلى ذلك ، يوجد 86 نوعًا من الزواحف.
هاجرت العديد من أنواع الثدييات الكبيرة من موريتانيا وانقرض بعضها، بما في ذلك أبو حراب وغزال أبو عدس وغزال داما والغزال الأحمر والغزال ذو القرون النحيلة.. الأنواع المهددة بالإنقراض تصنف من قبل الاتحاد الدولي للحفاظ على الطبيعة (IUCN).الضأن البربري من الحيوانات البرية الهامة في موريتانيا ومهددة بالانقراض. القنافذ من أصغر أنواع الثدييات والقنفذ القزم إفريقي و القنفذ الصحراوي موجودون في المناطق الصحراوية في موريتانيا. و القنفذ واحد من خمسة أنواع فقط من الثدييات التي تضع البيض. و من الثدييات النادرة في العالم و المميزة فقط في موريتانيا و جنوب مالي هو قندي فاي و هو غير مهدد بخطر الإنقراض. تاريخيا كان يتواجد الفهد الصحرواي في موريتانيا لكنه إنقرض فيها و اليوم يحدد وجوده فقط في الصحراء الكبرى في الجزائر و النيجر و مالي و ليبيا. هناك تواجدات للكلبيات في المناطق الصحراوية في موريتانيا من الذئب الذهبي الأفريقي و إبن أوى و الكلب البري و الضبع المرقط و إبن عرس.
موريتانيا هي موطن لمجموعة متنوعة من الزواحف ، بما في ذلك التماسيح والثعابين مثل أفعى الصحراء القرنية ، و بوا الرمل ، والكوبرا. في الآونة الأخيرة ، بدأ علماء إسبان البحث عن مجموعة من التماسيح تعيش في جنوب موريتانيا ، والتي تعتبر آخر بقايا قطعان وفيرة كانت تعيش في منطقة الصحراء قبل أن تنقرض منذ حوالي 9000 عام. توجد في صحراء موريتانيا أحد أخطر انواع العقارب و هو العقرب الأصفر الشائع و له لدغة تقتل إذا لم تعالج بسرعة.

## التقاسيم البيئية
تتجزئ الصحاري في موريتانيا حسب منطقتها البيئية. المناطق الصحرواية في شمال غرب موريتانيا تتبع للسهوب الشمالية الصحراوية و الجزء الشرقي و الاكبر من الصحراء الموريتانية يتبع للصحراء الغربية الجبلية الحرشية الجافة و في الشمال الشرقي المنطقة البيئية الصحرواية. و الجزء الغربي من الصحراء الموريتانية و القريب من ساحل المحيط الأطلسي جزء من الصحراء الساحلية الأطلسية. و وسط موريتانيا جزء من صحراء جنوب الصحراء.
تمتلك المنطقة الصحراوية في موريتانيا التي تقع ضمن السهوب الشمالية الصحراوية أشكالًا متنوعة من الأراضي مثل الجبال والوديان والأنظمة الرملية. تهيمن أشجار الأكاسيا على الغابات ، بما في ذلك الأنواع الفريدة. تسكن المنطقة الزواحف مثل الأفاعي ذات القرون والصحراء والثدييات مثل الغزلان وجوندي الصحراء والجربوع والجربوع ذات الأربعة أصابع. تشمل التهديدات التي تتعرض لها المنطقة الصيد الجائر والرعي الجائر وتلوث المياه في الأراضي الرطبة. محمية إيريكي الدائمة للصيد في موريتانيا هي منطقة الحفظ الوحيدة في جميع السهوب الشمالية الصحراوية.
تقع هضبات أردار و ما حولها ضمن الصحراء الغربية الجبلية الحرشية الجافة و قمم أردار هي الأعلى في كل هذه المنقطة البيئة ضمن الصحراء الكبرى. تقع كذلك عين الصحراء وواحة ترجيت في موريتانيا ضمن هذه المنطقة البيئية.
المنطقة البيئة الصحراوية في موريتانيا و مالي تقع في صحراء الجوف. الحوض الرسوبي لهذه المنقطة الصحرواية تقطعه مجموعة من الهضاب والجبال و الكتل الصدعية. يبلغ ارتفاعها 320 مترًا فوق سطح البحر.
الصحراء الساحلية الأطلسية الموريتانية منطقة بيئية تتميز بالمنحدرات والهضاب الرملية مناخها حار و جاف مع هطول أمطار قليل و متقطع. وهي مهمة للطيور المهاجرة من أوروبا وسيبيريا وجرينلاند العاصمة الموريتانية نواكشوط تقع ضمن هذه المنطقة الصحراوية.
صحراء جنوب الصحراء في موريتانيا هي منطقة انتقالية بين الصحراء الكبرى ومنطقة أكاسيا سافانا الساحلية الأكثر رطوبة في الجنوب. للمنطقة مناخ حار وجاف ، و فيها درجة أعلى من بعض مناطق الصحراء الكبرى في تسجيلات هطول الأمطار التي يترواح تسجيلها السنوي بين 100 و 250 ملم. هي من المناطق في الصحراء الكبرى التي يكثر فيها الرعي التقليدي. و هي تقع أجزاء منها في صحراء الجوف في موريتانيا.